# Remígia Caubet González
Remígia Caubet (Palma, 1 de juliol de 1919 - Palma, 23 de maig de 1997) fou una escultora figurativa mallorquina.

## Biografia
Inicià la seva carrera professional amb pràctiques de dibuix i de modelatge a l'Escola Alemanya que dirigia Maria Garau. Més tard, durant els anys compresos entre el 1946 i el 1951, es formà com a deixebla de l'escultor català Joan Borrell Nicolau, amb qui inicià la seva carrera com a escultora treballant a l'estudi que ell tenia a Palma. El 1951 realitzà la primera exposició individual, a les Galeries Costa de Palma, en la qual quedà palès que la seva producció artística (generalment figurativa) estava influïda pel seu mestre, Joan Borrell, i per Josep Clarà. Aquest mateix any guanyà, amb una de les seves testes infantils, el primer premi d'un certamen convocat pel Cercle de Belles Arts de Palma amb motiu del X aniversari de la institució. Uns anys després, el 1958, s'inicià en l'escultura monumental amb el monument a Llorenç Riber que l'Ajuntament de Campanet li encarregà. Aquesta seria la primera obra d'una llarga llista d'escultures destinades a espais públics de Mallorca. Entre les seves nombroses obres destaquen algunes com ara el relleu per a la casa natal de la poetessa Francisca Alcover, a Sóller, o l'escultura de Pere d'Alcàntara Penya, encarregada per l'Ajuntament de Palma el 1986.
El 1972 esdevingué un any esplendorós per a la seva carrera; fou convidada per l'Acadèmia Espanyola de Belles Arts i becada per la Fundació Joan March per ampliar coneixements a Roma, on es traslladà immediatament. Entre la seva producció artística es troba una gran quantitat de busts, estàtues, relleus i monuments realitzats en bronze, marbre, pedra i terracota que es poden trobar a diverses places i carrers de Mallorca, entre els quals la Font de l'amor (1984), El Pagès i la Pagesa (1970, Sa Pobla), el Monument al pintor Llorenç Cerdà (1977) o Nuredduna, monument a Miquel Costa i Llobera (1972).

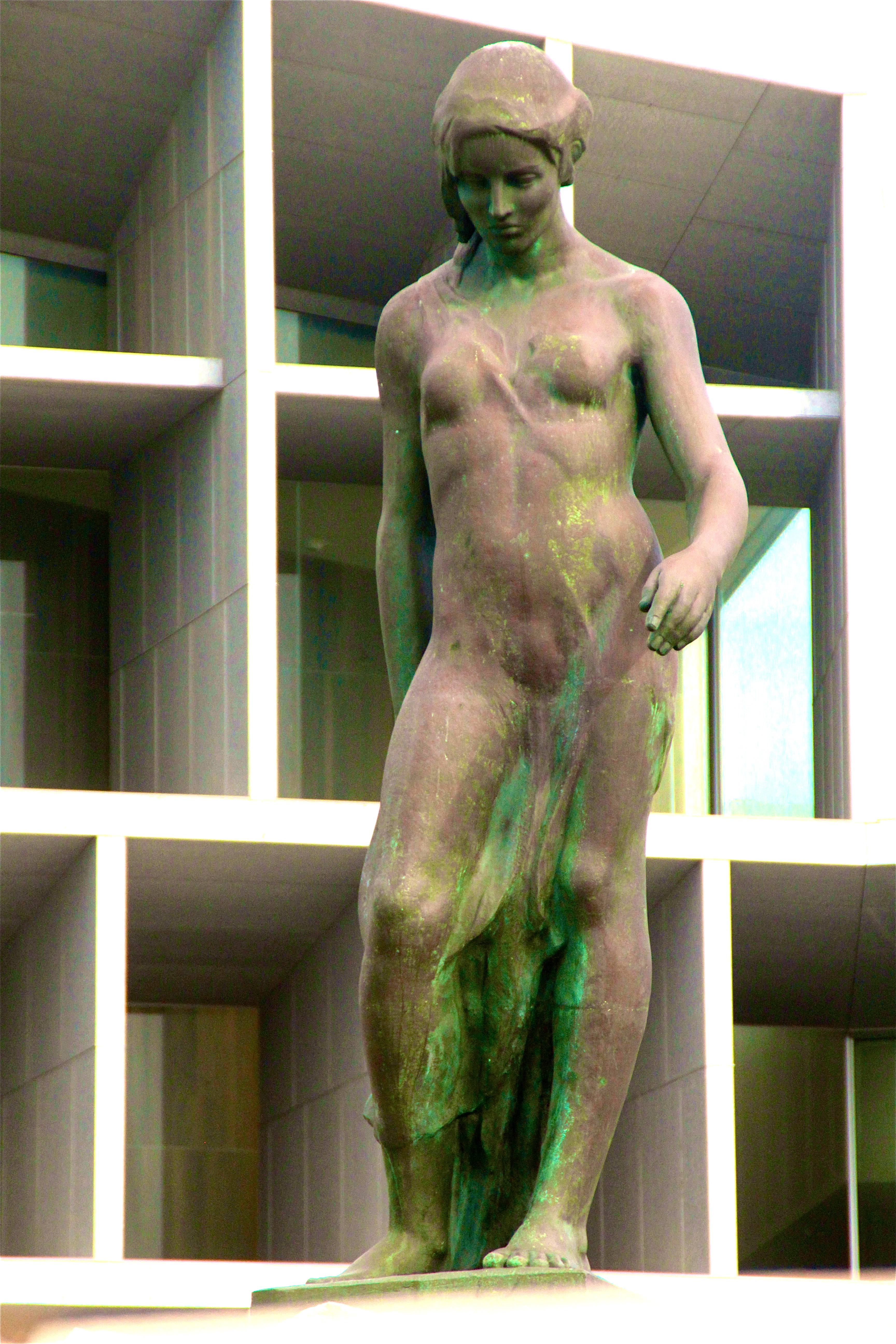
Nuredduna, de Remigia Caubet

Entre els reconeixements concedits trobam la medalla d'escultura del Saló de Tardor del Cercle de Belles Arts, atorgada el 1965 per un bust de Josep Sampol i la medalla d'honor del mateix saló, atorgada el 1967 per un nu femení en bronze. El 1992 fou escollida acadèmica, la primera membre numerària, de la Reial Acadèmia de Belles Arts de Sant Sebastià, de Palma, i fou distingida per Cort amb la Medalla d'Or de la Ciutat. Palma li ha dedicat també una plaça enjardinada.
Un dels cinc fills de l'escultora, Damià Ramis Caubet, que treballà amb ella i heretà la passió per l'escultura, desenvolupà també, en aquest món, la seva professió. Ell fou l'encarregat de seleccionar, el 2004 (entre les més de 500 que comptabilitzà de la seva mare) les 42 obres que s'exposaren a la Fundació Barceló en la que fou la primera exposició pòstuma de l'artista. La memòria d'aquesta mateixa Fundació la defineix com una de les escultores més representatives i guardonades de Mallorca.
Un llibre de Joana Sureda Trujillo i Maria Coloma Llop Sureda, Remigia Caubet, escultora:1919-1997, recull el conjunt de la seva obra.